# Phono-Cinéma-Théâtre

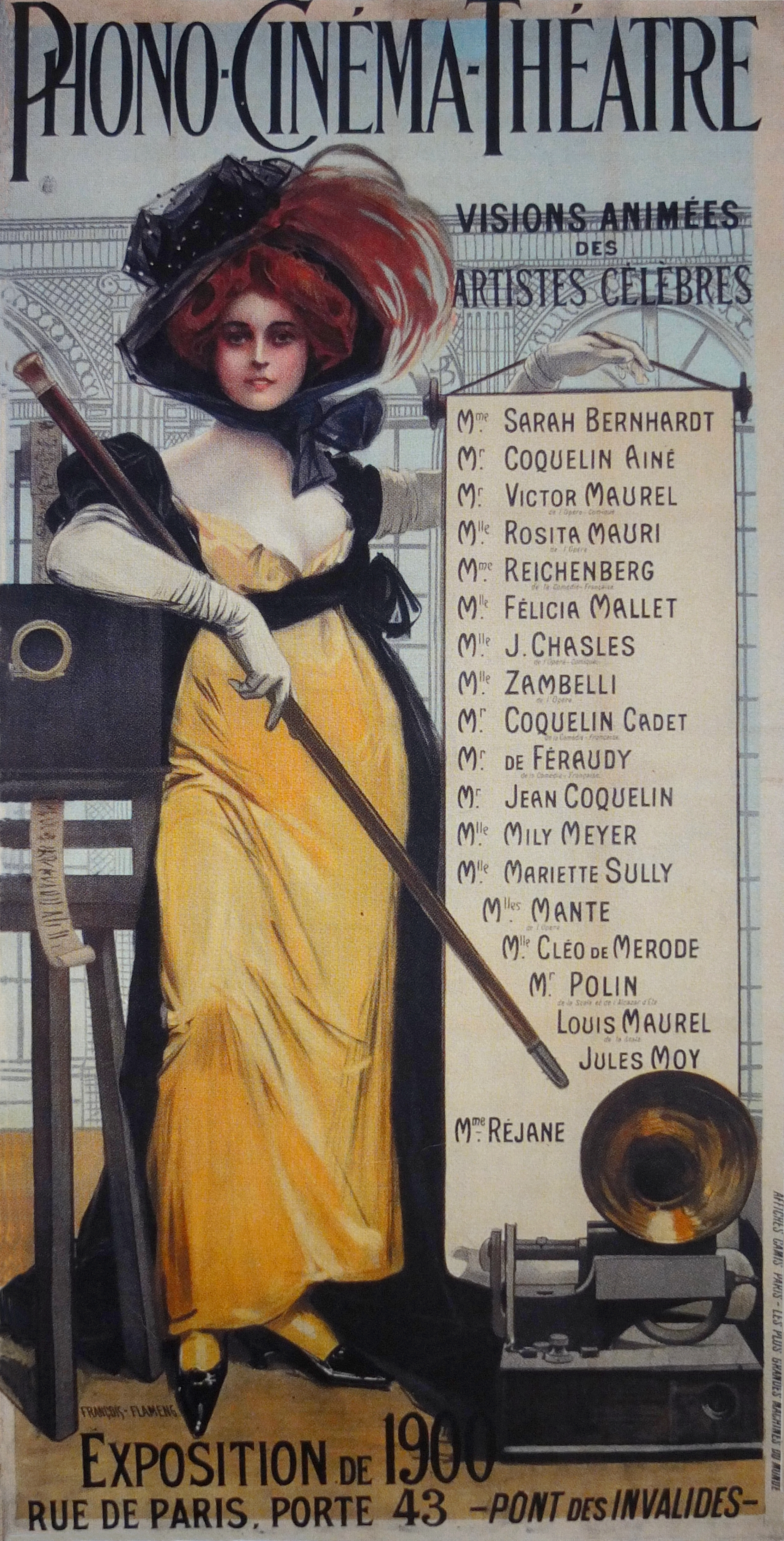
Affiche annonçant les artistes présentés aux projections de cinéma sonore du système Phono-Cinéma-Théâtre à l'exposition universelle de Paris (1900).

Le Phono-Cinéma-Theatre est un système de projection cinématographique développé à la fin du XIXe siècle par Henri Lioret et Clément-Maurice Gratioulet. Il consistait à synchroniser les voix des acteurs, enregistrées sur un phonographe à cylindre, aux images projetées. Il permit notamment la présentation de courts métrages lors de l'exposition universelle de 1900, à Paris. C'est lors de cette exposition que la première présentation publique de films alliant images et son eut lieu.
Parmi les films en Phono-Cinéma-Théâtre, on peut notamment citer Cyrano de Bergerac et Le Duel d'Hamlet de Clément Maurice (nom d'artiste de Clément-Maurice Gratioulet).